# 名古屋市立白鳥小学校
名古屋市立白鳥小学校（なごやしりつ しろとりしょうがっこう）は、名古屋市熱田区白鳥二丁目に所在する公立小学校。

## 歴史

### 沿革
- 1873年（明治6年） - 第25義校として本遠寺において創立[WEB 2]。
- 1907年（明治40年） - 熱田町が名古屋市に編入されたことに伴い、名古屋市立白鳥尋常小学校と改称する[WEB 2]。
- 1913年（大正2年）6月 - 白鳥尋常小学校内に白鳥小学校連区教育会[注釈 1]および有志の出資により、社会教育を目的とした白鳥簡易図書館が設置される[1]。
- 1914年（大正3年）11月 - 前身のひとつである神戸小学校内にも同じく連区教育会および有志の出資による神戸簡易図書館が設置される[1]。
- 1941年（昭和16年） - 名古屋市白鳥国民学校と改称する[WEB 2]。
- 1944年（昭和19年） - 名古屋市森後国民学校廃校に伴い、一部児童を受け入れ[WEB 2]。
- 1946年（昭和21年）
  - 4月 - 神戸・伝馬各国民学校を編入[WEB 2]。
  - 9月 - 名古屋市立白鳥小学校と改称[WEB 2]。

### 児童数の変遷
『愛知県小中学校誌』（2018年）によると、児童数の変遷は以下の通りである。
| 1947年（昭和22年） | 1148人 |  |
| 1957年（昭和32年） | 990人  |  |
| 1967年（昭和42年） | 836人  |  |
| 1977年（昭和52年） | 953人  |  |
| 1987年（昭和62年） | 791人  |  |
| 1997年（平成9年）  | 678人  |  |
| 2007年（平成19年） | 457人  |  |
| 2017年（平成29年） | 339人  |  |

## 通学区域
所管する名古屋市教育委員会は、2016年（平成28年）9月1日現在、熱田区のうち、内田町・大瀬子町・木之免町・神戸町・三本松町（一部）・白鳥町・白鳥一丁目・同二丁目・同三丁目・神宮一丁目・同二丁目・同三丁目・同四丁目・須賀町・田中町・伝馬一丁目・同二丁目・同三丁目・中瀬町・旗屋町（一部）・旗屋二丁目（一部）・花表町・森後町・横田二丁目（一部）を通学区域として指定している。
また、卒業後の進学先は名古屋市立宮中学校となっている。

## 交通アクセス
- 名古屋市営地下鉄名城線 熱田神宮西駅下車、名古屋市営バス旗屋町停留所より徒歩約5分[WEB 5]
- 名鉄名古屋本線・常滑線 神宮前駅下車、神宮東門停留所より徒歩約12分[WEB 5]
- JR東海道本線 熱田駅下車、徒歩約13分[WEB 5]

## 著名な出身者

### 芸能
- 近藤裕希（元お笑いコンビ・インディゴ）
- 千賀健永（Kis-My-Ft2）[WEB 6]
- 向井慧（お笑いトリオ・パンサー）

### 文化
- 日比遊一（映画監督、写真家）[3]
- 干場弓子（編集者、文筆家、実業家、ディスカヴァー・トゥエンティワン創業者・前取締役社長）